# Adrien Lorion
Adrien Lorion (nacido el 29 de abril de 1972 en Montreal, Quebec) es director de arte y escritor de cine. El trigésimo Festival Internacional de Cine de Montreal presenta su original de la idea en la demostración oficial de la abertura: Cadáver exquisito primera edición. Un grupo de diez directores de cine, de scriptwriters y de músicos profesionales llevó el concepto Cadáver exquisito un nuevo nivel con la fusión del arte del director cine y de la canción-escritura.

## Filmografía
- 2006 : Cadáver exquisito primera edición : Idea original, director de arte y diseño

## Discografía
- 2009 : Déraisonnable (Rivage/ DEP) - L'Anse des Anges. Palabras: Adrien Lorion / Véronique Bellemare Brière. Música : David Étienne
- 2009 : Déraisonnable (Rivage/ DEP) - Alligator. Palabras: David Étienne / Adrien Lorion. Música : David Étienne
- 2009 : Déraisonnable (Rivage/ DEP) - Bangkok City. Palabras: Adrien Lorion. Música : David Étienne
- 2006 : Cadáver exquisito primera edición : Idea original, director de arte y diseño
- 1998 : Libéré sur Parole (PGC-Select) - Desilusiones. Palabras : Adrien Lorion / Andres Finzi. Música : David Étienne. Canción a la memoria de Domingo Faustino Sarmiento: « On ne tue point les idées »
- 1996 : Underground Montreal - V 1 : Codirector

## Espectáculo
- 2000 et 2001: Festibel, el festival de música  : Director de la insignia y del diseño